# 解決!クスリになるテレビ
『解決!クスリになるテレビ』（かいけつ クスリになるテレビ）は、2001年7月16日から2004年3月15日までテレビ東京系列局と系列外の岐阜放送とびわ湖放送ほかで放送されていた、健康・医療をテーマにした情報バラエティ番組である。テレビ東京と日本テレワークの共同製作。放送時間は毎週月曜 19:00 - 19:53 （日本標準時）。
新聞のテレビ欄では「解決クスリTV」と表記されていた時期もある。

## 概要
当初は芸能人たちの病気克服記を描いたドラマを放送し、それをケーススタディーにして学んでいくという内容だったが、途中で視聴者から健康情報を募集する形式へ移行。さらにその後、一般からの参加者とタレントが体質改善やダイエットに挑戦し、スタジオにいる観客が見ている前で計測するという内容になった。
この企画に挑戦したタレントにそのまんま東（薄毛解決）、渡部絵美（漢方ダイエット）、林家一平（花粉症克服）などがいる。また、この企画での計測用に番組オリジナルの様々な計器が登場した。代表的な物は、人が入れるアクリルの水槽からこぼれる水の量で身体の体積を測る「アルキメデス」で、改良を重ねて4号機まで作られた。

## 出演者

### 司会
- 武田鉄矢
- 森本智子（テレビ東京アナウンサー） - 2002年9月まで出演。
- 磯野貴理子 - 2002年10月から出演。

### コーナー進行
- 乾貴美子 - 2003年9月まで出演。
- 小島秀公（テレビ東京アナウンサー） - 2003年10月から出演。

### アシスタント
- 山田千鶴 - 初期のアシスタント。
- 小林加奈 - 中期のアシスタント。
- 鈴木愛可 - 末期のアシスタント。

## スタッフ
- プロデューサー：岡部紳二（テレビ東京）、斉藤勇（テレビ東京）、峯一郎
- プロデューサー・総合演出：湯谷幸司
- 構成：青島利幸、古井知克
- 番組デスク：金子正男（テレビ東京）
- 製作：テレビ東京、日本テレワーク

## ネット局
| 放送対象地域   | 放送局             | 系列           | 放送日時           | 備考       |
| -------------- | ------------------ | -------------- | ------------------ | ---------- |
| 関東広域圏     | テレビ東京         | テレビ東京系列 | 月曜 19:00 - 19:53 | 製作局     |
| 北海道         | テレビ北海道       | テレビ東京系列 | 月曜 19:00 - 19:53 | 同時ネット |
| 愛知県         | テレビ愛知         | テレビ東京系列 | 月曜 19:00 - 19:53 | 同時ネット |
| 大阪府         | テレビ大阪         | テレビ東京系列 | 月曜 19:00 - 19:53 | 同時ネット |
| 岡山県・香川県 | テレビせとうち     | テレビ東京系列 | 月曜 19:00 - 19:53 | 同時ネット |
| 福岡県         | TVQ九州放送        | テレビ東京系列 | 月曜 19:00 - 19:53 | 同時ネット |
| 岐阜県         | 岐阜テレビ         | 独立UHF局      | 月曜 19:00 - 19:53 | 同時ネット |
| 滋賀県         | びわ湖放送         | 独立UHF局      | 月曜 19:00 - 19:53 | 同時ネット |
| 奈良県         | 奈良テレビ         | 独立UHF局      | 月曜 19:00 - 19:53 | 同時ネット |
| 和歌山県       | テレビ和歌山       | 独立UHF局      | 月曜 19:00 - 19:53 | 同時ネット |
| 三重県         | 三重テレビ         | 独立UHF局      | 火曜 19:00 - 19:55 |            |
| 秋田県         | 秋田放送           | 日本テレビ系列 | 月曜 15:55 - 16:50 |            |
| 静岡県         | 静岡第一テレビ     | 日本テレビ系列 | 木曜 15:52 - 16:49 |            |
| 広島県         | 広島テレビ         | 日本テレビ系列 | 日曜昼に不定期放送 |            |
| 熊本県         | くまもと県民テレビ | 日本テレビ系列 | 不定期放送         |            |
| 青森県         | 青森朝日放送       | テレビ朝日系列 | 日曜 12:00 - 12:55 |            |
| 福島県         | 福島放送           | テレビ朝日系列 | 土曜 9:30 - 10:25  |            |
| 長野県         | 長野朝日放送       | テレビ朝日系列 | 日曜 12:00 - 12:55 |            |
| 岩手県         | IBC岩手放送        | TBS系列        | 日曜 10:00 - 10:54 |            |
| 宮城県         | 東北放送           | TBS系列        | 土曜 15:00 - 15:54 |            |
| 新潟県         | 新潟放送           | TBS系列        | 日曜 15:00 - 15:54 |            |
| 石川県         | 北陸放送           | TBS系列        | 金曜 10:20 - 11:15 |            |
| 鳥取県・島根県 | 山陰放送           | TBS系列        | 土曜 12:00 - 12:54 |            |
| 佐賀県         | サガテレビ         | フジテレビ系列 | 木曜 14:05 - 15:00 |            |
| 沖縄県         | 沖縄テレビ         | フジテレビ系列 | 水曜 15:00 - 15:55 |            |

## 関連書籍
- クスリになる本（2003年4月、テレビ東京『解決!クスリになるテレビ』、スターツ出版、ISBN 4-88381-012-7）